# هيرمان ويفر
هيرمان ويفر (بالإنجليزية: Herman Weaver)‏ هو لاعب كرة قدم أمريكية أمريكي، ولد في 17 نوفمبر 1948 في فيلا ريكا في الولايات المتحدة.

## وصلات خارجية
- هيرمان ويفر على موقع مرجع كرة القدم المحترفة.كوم (الإنجليزية)